# Rákospalotai Egyetértés Atlétikai Club
Il Rákospalotai EAC (nome completo Rákospalotai Egyetértés Atlétikai Club), meglio noto come RAEC, è una società calcistica con sede a Budapest, in Ungheria. Attualmente milita nel Nemzeti Bajnokság III, la terza divisione del campionato ungherese di calcio.

## Palmarès

### Altri piazzamenti
- Nemzeti Bajnokság II:

Secondo posto: 2004-2005
Terzo posto: 1974-1975, 1986-1987